# Tecnología de baja detectabilidad

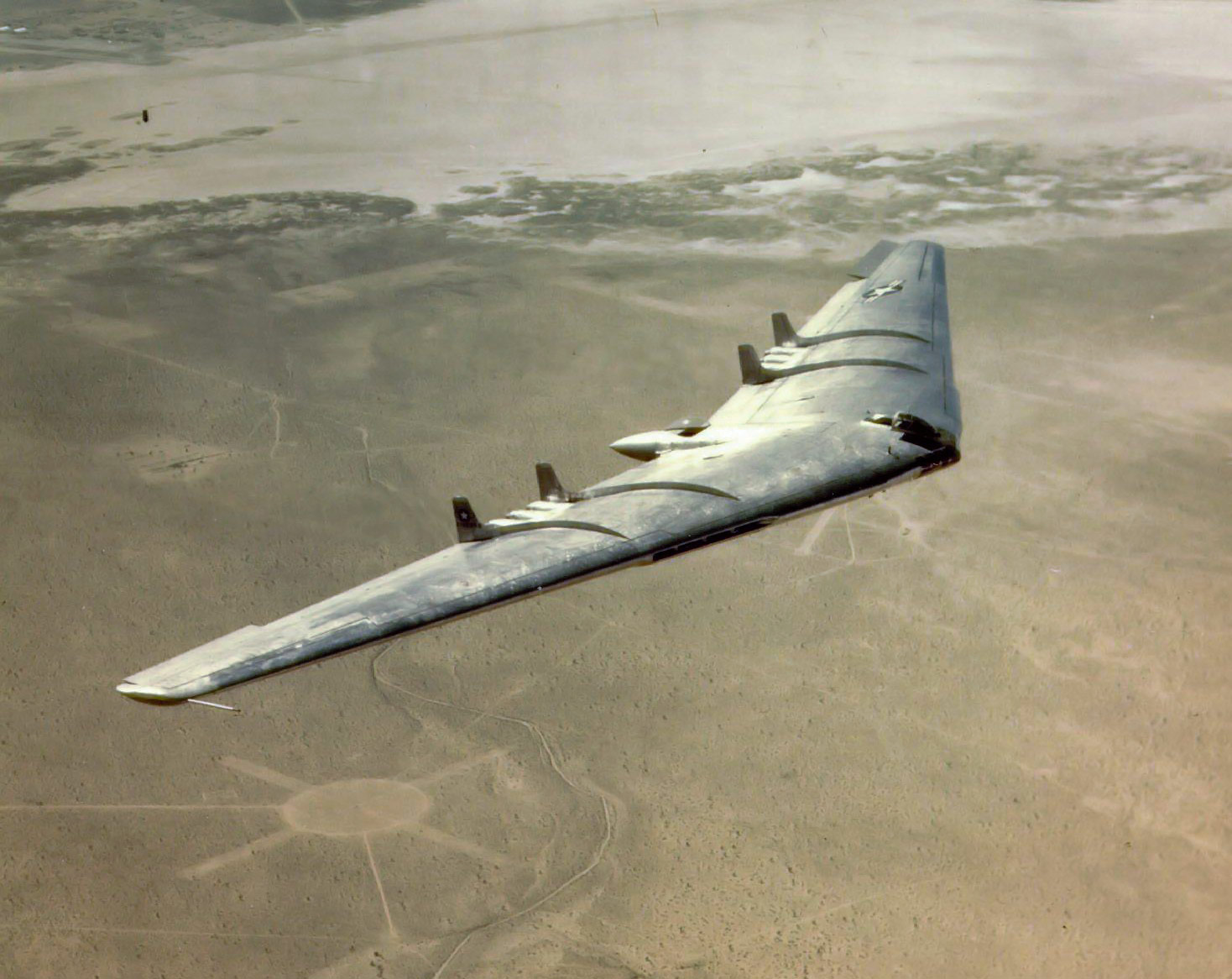
Prototipo de bombardero furtivo YB-49 de los años 1940.

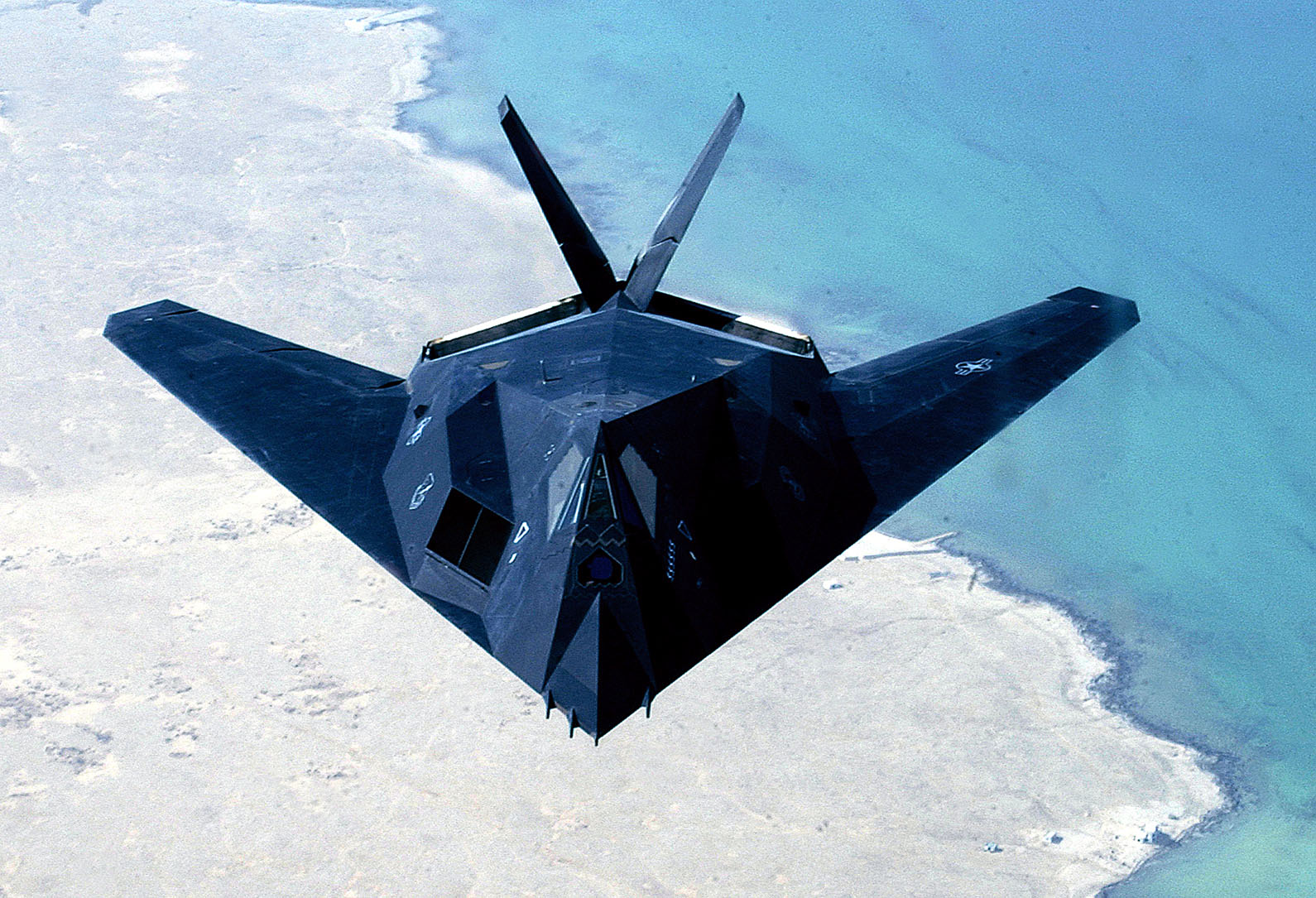
Bombardero furtivo F-117 Nighthawk.

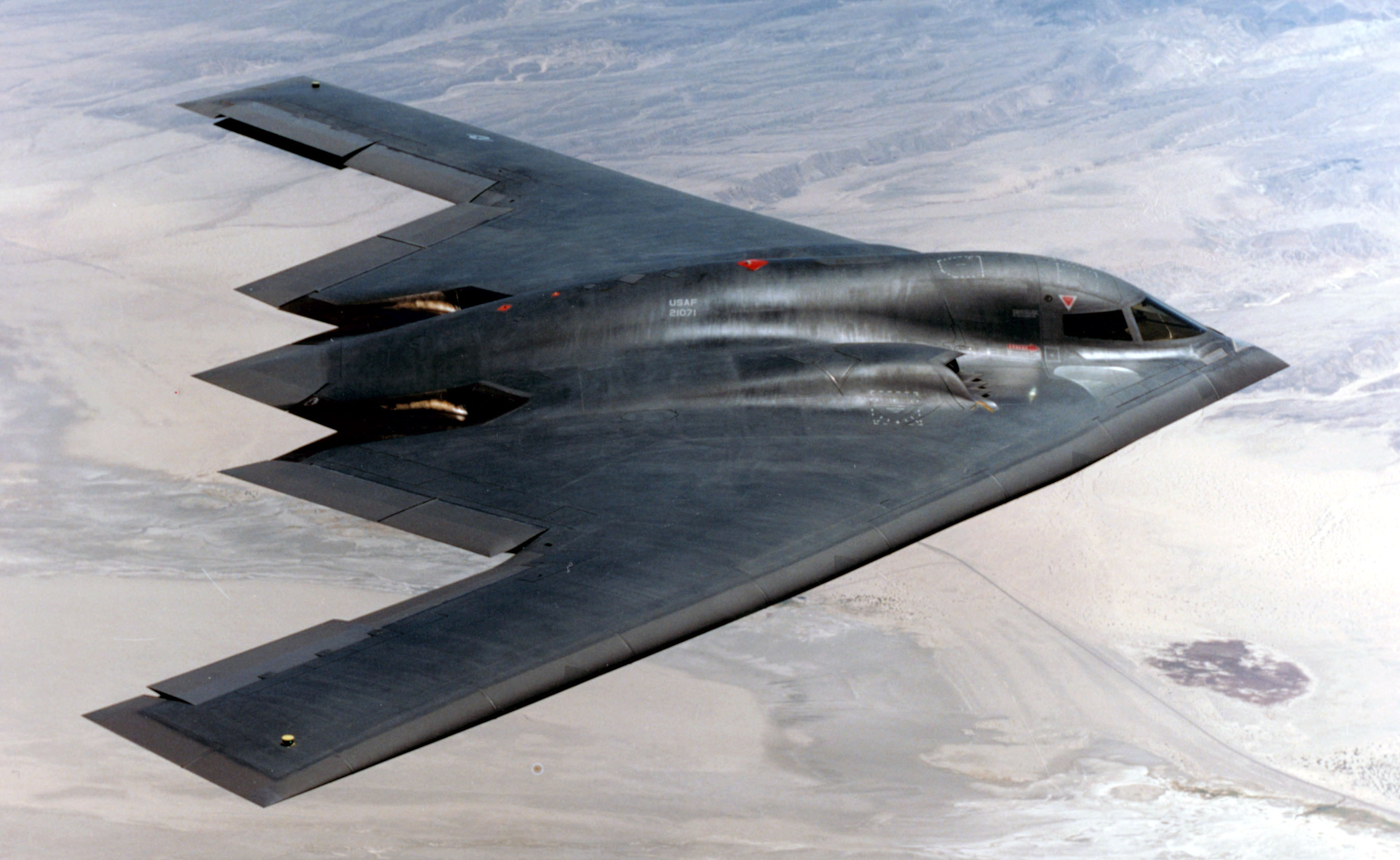
Bombardero furtivo moderno B-2 Spirit.

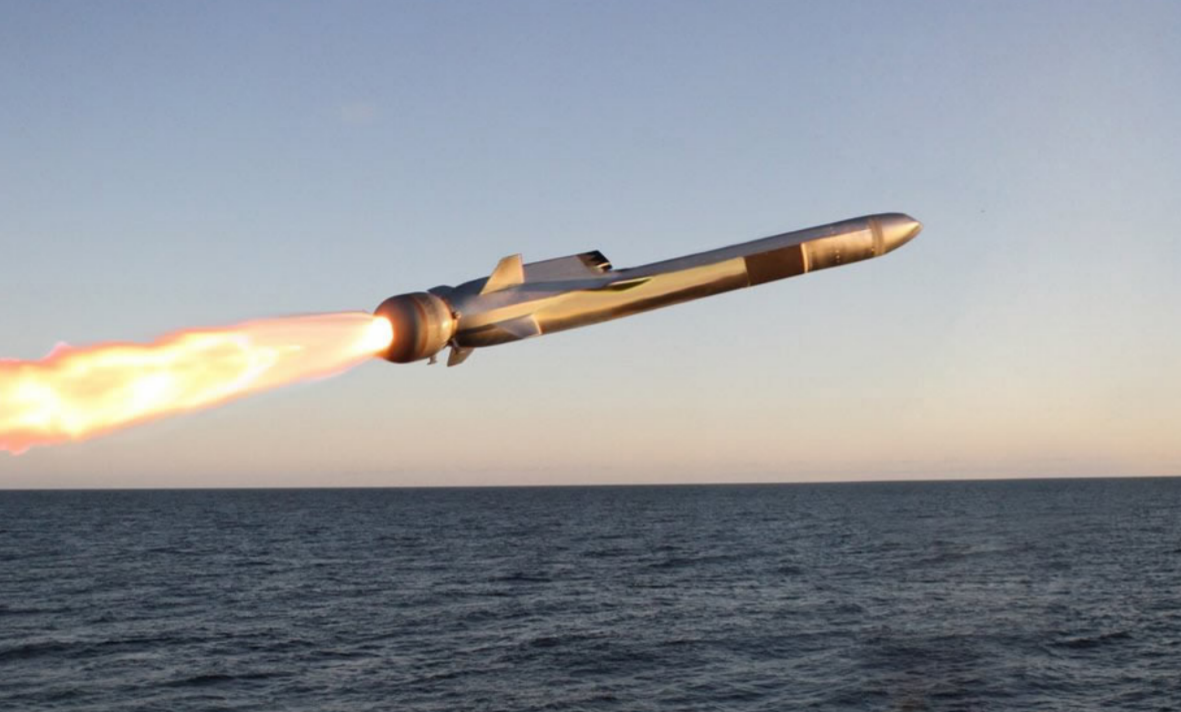
El misil antibuque y de ataque a tierra noruego Naval Strike Missile.

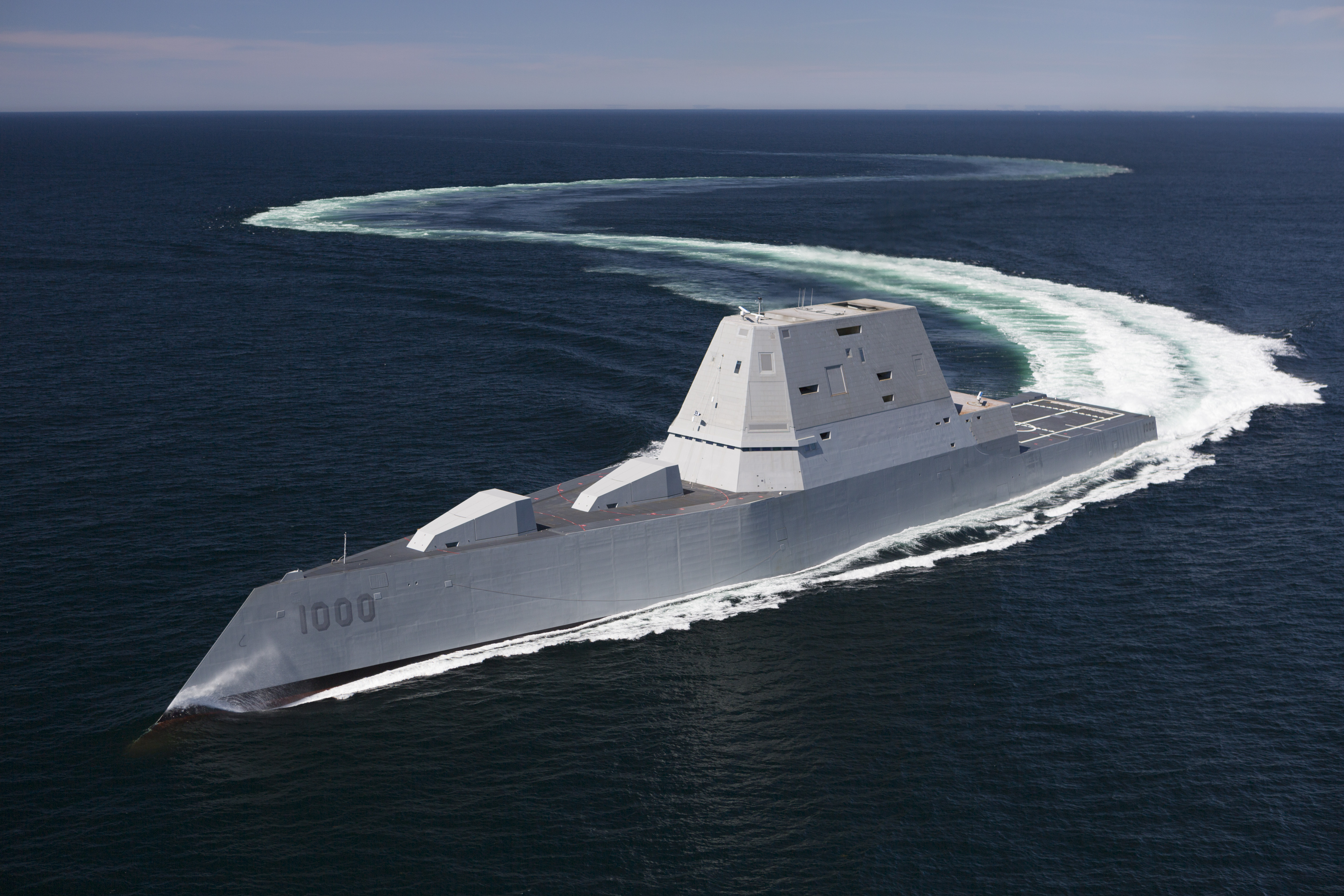
Destructor furtivo USS Zumwalt (DDG-1000).

Caza furtivo moderno Sukhoi Su-57.

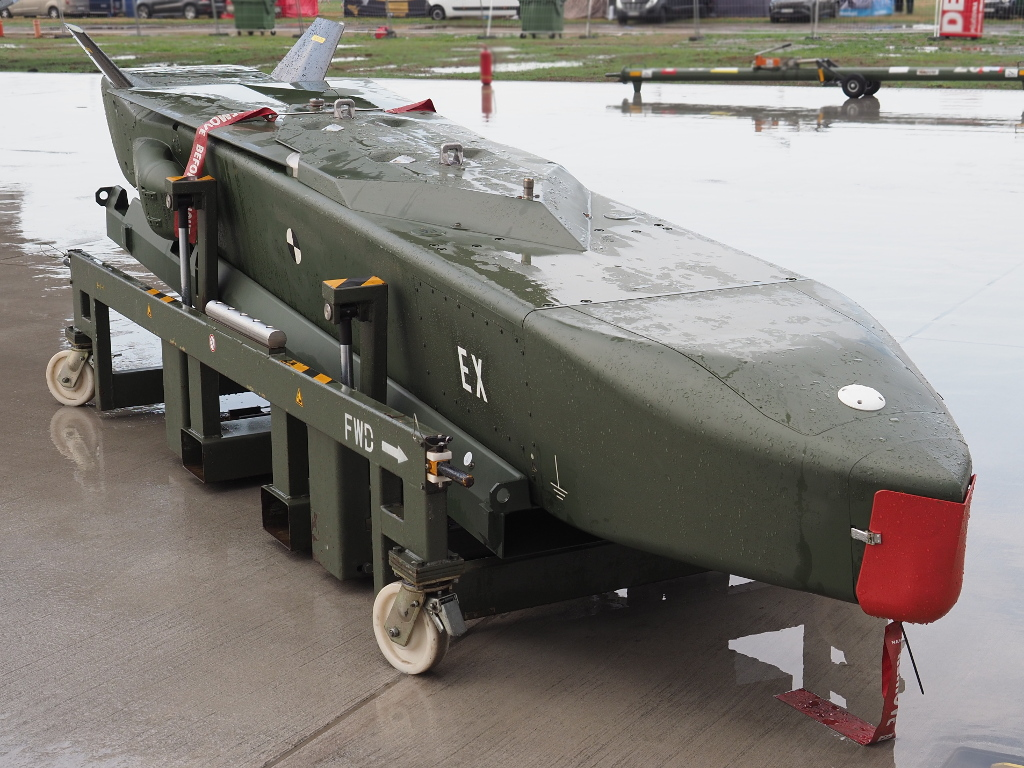
Misil de crucero furtivo europeo Taurus KEPD 350.

La muy baja detectabilidad, conocida informalmente como tecnología furtiva (del inglés stealth) o también de invisibilidad, cubre varias técnicas de ocultación, la mayoría usadas en aviones y barcos, para hacerles menos visibles al radar. Esta tecnología se hizo notoria en guerras como la del Golfo en 1991.
Las tecnologías de invisibilidad no son nuevas. Los comandos de infantería de operaciones especiales siempre la han usado, incluso los aviones haciendo uso de su maniobrabilidad, siguiendo el perfil del terreno o usando contramedidas electrónicas. Pero las tecnologías de invisibilidad se refieren más al diseño y composición del vehículo para reducir drásticamente el eco radar que reflejan.
Una misión llevada a cabo por un vehículo que usa tecnologías de invisibilidad será descubierta (por ejemplo) cuando el objetivo sea destruido. Atacar utilizando el factor sorpresa, hacerlo a gran velocidad y maximizar el uso de tecnologías de invisibilidad incrementa la efectividad del ataque, lo que hace que el enemigo tenga menos probabilidades de defenderse en ese y futuros ataques. Por el contrario, las concesiones de diseño que implica hacer un arma totalmente furtiva, hacen que no tenga apenas probabilidad de escapatoria en caso de ser detectada.

## Historia
El camuflaje para ayudar o evitar la depredación es anterior a la humanidad, y los cazadores han estado usando la vegetación para ocultarse tal vez desde que la gente ha emprendido la cacería. La primera aplicación del camuflaje en la guerra es imposible de determinar. Los métodos para el ocultamiento visual en la guerra fueron documentados por Sun Tzu en el libro El arte de la guerra en el siglo V a. C., y por Frontino en la obra Strategemata en el siglo I d. C.
En Inglaterra, las unidades irregulares de guardabosques del siglo XVII fueron las primeras en adoptar colores monótonos (comunes en las unidades irlandesas del siglo XVI) como una forma de camuflaje, siguiendo ejemplos del continente europeo.
Durante la Primera Guerra Mundial, los alemanes experimentaron con el uso de "Cellon" (acetato de celulosa), un material de cobertura transparente, en un intento de reducir la visibilidad de los aviones militares. Ejemplos individuales del monoplano de combate Fokker E.III Eindecker, el biplano de observación de dos asientos Albatros C.I y el prototipo de bombardero pesado Linke-Hofmann R.I estaban cubiertos con Cellon. Sin embargo, la luz del sol que brillaba en el material hizo que el avión fuera aún más visible. También se descubrió que "Cellon" se degradaba rápidamente tanto por la luz solar como por los cambios de temperatura durante el vuelo, por lo que cesó el esfuerzo por hacer aviones transparentes.
En 1916, los británicos modificaron un pequeño dirigible clase SS para el reconocimiento nocturno sobre las líneas alemanas en el Frente Occidental. Equipado con un motor silenciado y una bolsa de gas negra, la nave era tan invisible como inaudible desde el suelo, pero varios vuelos nocturnos sobre territorio controlado por los alemanes aportaron pocos conocimientos útiles y se abandonó la idea.
El camuflaje de iluminación difusa, una forma embarcada de camuflaje de contrailuminación, fue probado por la Marina Real Canadiense de 1941 a 1943. Los estadounidenses y los británicos siguieron el concepto para sus aviones: en 1945, un Grumman Avenger con luces Yehudi alcanzó 2700 m desde un barco antes de ser avistado. Esta habilidad quedó obsoleta por el radar.
El Chaff se inventó en Gran Bretaña y Alemania a principios de la Segunda Guerra Mundial como un medio para ocultar los aviones del radar. En efecto, el señuelo radar actuaba sobre las ondas de radio tanto como una cortina de humo sobre la luz visible.
El submarino U-480 puede haber sido el primer submarino sigiloso. Presentaba una placa anecoica de revestimiento de goma, una de las cuales contenía bolsas de aire circulares para evitar al sonar ASDIC. Las pinturas absorbentes de radar y materiales de compuestos de caucho y semiconductores (nombres en clave: Sumpf, Schornsteinfeger) fueron utilizados por la Kriegsmarine en submarinos en la Segunda Guerra Mundial. Las pruebas demostraron que eran eficaces para reducir las señales de radar tanto en longitudes de onda cortas (centímetros) como largas (1,5 metros).
En 1956, la CIA comenzó a intentar reducir la sección transversal del radar (RCS) del avión espía U-2. Se desarrollaron tres sistemas: Trapeze, una serie de cables y perlas de ferrita alrededor de la forma en planta de la aeronave, un material de cobertura con circuitos de PCB incrustados y pintura absorbente de radar. Estos se desplegaron en el campo en los llamados "pájaros sucios", pero los resultados fueron decepcionantes, los aumentos de peso y arrastre no justificaron ninguna reducción en las tasas de detección. Más éxito se obtuvo aplicando pintura de camuflaje al avión originalmente de metal desnudo; se encontró que un azul profundo era más efectivo. El peso de este costó 250 pies en altitud máxima, pero hizo que la aeronave fuera más difícil de ver para los interceptores.
En 1958, la Agencia Central de Inteligencia de EE. UU. solicitó fondos para un avión de reconocimiento que reemplazara a los aviones espía U-2 existentes, y Lockheed se aseguró los derechos contractuales para producirlo. "Kelly" Johnson y su equipo en Skunk Works de Lockheed fueron encargados de producir el A-12 (o OXCART), que operaba a gran altura de 70 000 a 80 000 pies y una velocidad de Mach 3.2 para evitar la detección por radar. Se desarrollaron varias formas de avión para reducir la detección de radar en prototipos anteriores, denominados A-1 a A-11. El A-12 incluía una serie de características furtivas con combustible especial para reducir la firma de la columna de escape, estabilizadores verticales inclinados, el uso de materiales compuestos en ubicaciones clave y el acabado general en pintura absorbente de radar.
En 1960, la USAF redujo la sección transversal del radar de un Ryan Q-2C Firebee. Esto se logró mediante pantallas especialmente diseñadas sobre la entrada del aire, material absorbente de radiación en el fuselaje y pintura absorbente de radar.
El Ejército de los Estados Unidos emitió una especificación en 1968 que requería un avión de observación que sería acústicamente indetectable desde el suelo cuando volaba a una altitud de 1500 pies (457 m) por la noche. Esto resultó en el Lockheed YO-3A Quiet Star, que operó en Vietnam del Sur desde finales de junio de 1970 hasta septiembre de 1971.
Durante la década de 1970, el Departamento de Defensa de EE. UU. lanzó el proyecto Lockheed Have Blue con el objetivo de desarrollar un caza furtivo. Hubo una puja feroz entre Lockheed y Northrop para asegurarse el contrato multimillonario. Lockheed incorporó a su oferta un texto escrito por el físico ruso-soviético Pyotr Ufimtsev de 1962, titulado Method of Edge Waves in the Physical Theory of Diffraction, Radio Soviética, Moscú, 1962. En 1971 este libro fue traducido al inglés con el mismo título por la División de Tecnología Extranjera de la Fuerza Aérea de los EE. UU. La teoría jugó un papel fundamental en el diseño de los aviones furtivos estadounidenses F-117 y B-2. Las ecuaciones descritas en el documento cuantificaron cómo la forma de un avión afectaría a su detectabilidad por radar, denominada sección transversal de radar (RCS). En ese momento, la Unión Soviética no tenía la capacidad de un superordenador para resolver estas ecuaciones para diseños reales. Esto fue aplicado por Lockheed en la simulación por ordenador para diseñar una forma novedosa que llamaron "Hopeless Diamond", un juego de palabras sobre el Hope Diamond, asegurándose los derechos contractuales para producir el F-117 Nighthawk a partir de 1975. En 1977, Lockheed produjo dos modelos a escala del 60% bajo el contrato Have Blue. El programa Have Blue fue un demostrador de tecnología sigilosa que duró de 1976 a 1979. Northrop Grumman Tacit Blue también desempeñó un papel en el desarrollo de material compuesto y superficies curvilíneas, observabilidad baja, fly-by-wire y otras innovaciones tecnológicas sigilosas. El éxito de Have Blue llevó a la Fuerza Aérea a crear el programa Senior Trend que desarrolló el F-117.

## Principios
Las tecnologías furtivas son una combinación de varias técnicas, especialmente:
- Forma del avión. El físico y matemático soviético Peter Ufimtsev describió la base de las modernas tecnologías furtivas en una obra titulada Método de las ondas de borde en la Teoría física de la difracción (1962.) No obstante, la URSS no dedicó esfuerzos significativos a este descubrimiento, que sí fue recogido por la estadounidense Lockheed Martin tras su traducción al inglés en 1971.

Incluso desde antes se tenía conocimiento de que la forma de los aviones es un factor importante a la hora de ser representado en un radar. El bombardero nuclear británico Avro Vulcan de los años 1950 tenía casualmente un eco radar muy pequeño comparado con su enorme tamaño, y en ocasiones desaparecía del radar. Por otro lado está el bombardero estratégico soviético Tupolev 95 ('Bear' en designación OTAN) que aparece realmente bien en un radar. Hoy día se sabe que los motores turbohélice y reactores son una gran fuente de eco radar que hace aparecer a los aparatos muy claramente en el radar.
La forma más eficiente de reflejar las radiaciones del radar es con dos piezas de metal que formen un ángulo recto y que estén en posición perpendicular a las ondas del radar. Esta configuración es común en los empenajes y en las góndolas subalares, tanto en aviones militares como en aviones civiles. Un avión furtivo debe usar configuraciones diferentes, como el F-117 Nighthawk, F-22 Raptor o el Sukhoi Su-57 cuyas superficies de cola tienen una configuración en "V", o el bombardero B-2 Spirit, que no tiene empenajes de cola. Otros factores importantes son las alas, o las tomas de aire de los motores y las salidas de las mismas. El fuselaje del avión a su vez no debe tener protuberancias, debe ser lo más limpio posible para disminuir su eco radar. Esto significa que las armas, el combustible y pod han de ir en bodegas internas. Cuando un avión furtivo reposta en vuelo se convierte en visible al radar al modificar drásticamente su forma.
Los aviones furtivos llevan a veces los bordes de algunas partes del fuselaje en forma de sierra, como por ejemplo las tomas de aire, lo que disminuye el eco radar de estas secciones, como por ejemplo el YF-23 o el B-2.
Estas configuraciones aerodinámicas se realizan a costa de las prestaciones de vuelo del aparato, y esto trae como consecuencia la incapacidad de realizar muchas maniobras propias de los aviones militares no furtivos.
- Uso de materiales no metálicos o compuestos para el casco del avión.

Los materiales compuestos son transparentes al radar, mientras que los metales reflejan hacia el radar toda la radiación que reciben si forman ángulos rectos o si no tienen una forma adecuada. La utilización de materiales compuestos, como la fibra de carbono, que se emplea como revestimiento, permite reducir el peso de la aeronave enriqueciendo sus prestaciones.
- Pintura radar-absorbente, especialmente en las terminaciones de materiales metálicos. Estas pinturas -en realidad películas adhesivas- han demostrado ser muy problemáticas en situaciones de alta humedad, hasta el punto de desprenderse en vuelo.

- Tecnologías para reducir otros patrones de emisiones como la infrarroja, ruido, etc. Los aviones furtivos han de volar a velocidades subsónicas para evitar el estampido sónico que se produce al superar la barrera del sonido, y también deben reducir su patrón de emisiones térmicas. Esto se resuelve generalmente usando toberas de escape no circulares y mezclando los gases de salida con el ambiente. Como consecuencia, las prestaciones relacionadas con la potencia resultan reducidas.

- Sensores pasivos. Cualquier emisión realizada en el campo de batalla delata al emisor ante numerosos sistemas del enemigo. Por ello, el F-117 Nighthawk usa sistemas infrarrojos pasivos para la navegación y el F-22 Raptor utiliza un sistema de radar llamado Low Probability of Interception LPI (Baja Probabilidad de Interceptación) que puede iluminar aviones con pocas probabilidades ser detectado. A cambio, las capacidades de detección del aparato sufren una importante pérdida, sólo compensada por la coordinación con unidades de reconocimiento (aviones AWACS, satélites, etc).

## Tácticas
Aviones furtivos como el F-117 son generalmente usados contra objetivos terrestres altamente fortificados y defendidos como centros de mando y control o baterías de misiles antiaéreos. Los radares cubren todo el espacio aéreo que rodea estas zonas, incluso solapándose, haciendo imposible la entrada de un avión no furtivo en esa área. Los aviones furtivos pueden ser detectados, pero solo si pasan muy cerca de los radares, de modo que hasta para estos aviones existen riesgos. No obstante, un avión furtivo volando a una altitud adecuada y según un plan de vuelo preparado puede atacar con seguridad las estaciones radar. Una vez que estas estaciones han sido destruidas, aviones convencionales pueden empezar a operar sobre la zona.
En la actualidad, sin embargo, el concepto de «furtividad estricta» que llevó a la construcción del F-117 y el B-2 se considera ya obsoleto debido a los avances en sistemas de teledetección y análisis digital de señales.
El primer caza con un elevado nivel de furtividad es el F-22 Raptor cuyo complemento es el F-35 JSF. No obstante el combate aéreo implica ciertas diferencias. Un avión furtivo puede aproximarse a un objetivo aéreo con mayor probabilidad de no ser detectado, permitiéndole obtener una mejor posición para sus armas guiadas. Ciertos tipos de armas son susceptibles de ser evitadas por este tipo de aviones. Con alta tecnología (común en los cazas modernos) complementada con escáneres electrónicos activos (AESA) los aviones furtivos pueden actuar como centros de control AWACS para otros aviones. Los aviones furtivos son también una buena escolta para aviones de ataque al suelo.